# Кріоопік
Кріоопік англ. Cryoburn — науково-фантастичний роман американської письменниці Лоїс Макмастер Буджолд, уперше опублікований у жовтні 2010 року. Як частина саги про Форкосиганів, книга досліджує довгострокові соціальні наслідки кріоніки. Буджолд назвала роман «розширеною медитацією про смерть».

## Синопсис
Через кілька років після подій роману «Дипломатична недоторканність» (англ. Diplomatic Immunity) Майлза Воркосігана за дорученням імператора Грегора відправляють на планету Кібо-Дайні («Нова Надія»), щоб розслідувати діяльність компанії White Chrysanthemum Cryonics Corporation. WhiteChrys, одна з провідних "кріокорпорацій", заморожує хворих або людей при смерті у надії на їхнє майбутнє воскресіння та лікування. Компанія відкриває дочірнє підприємство на Комаррі, що викликає підозри. Сюжет ведеться з трьох точок зору: самого Майлза, його охоронця Ройка та місцевого хлопчика з Кібо-Дайні, на ім'я Джин Сато. Під час конференції відбувається спроба викрадення Майлза та інших учасників. Майлз уникає захоплення завдяки алергічній реакції на застосовані до нього ліки, що роблять його надзвичайно гіперактивним, і тікає до підземних кріокомбів, де зберігаються заморожені тіла. Ройк потрапляє в полон разом із Рейвеном, спеціалістом із відновлення, який колись допоміг оживити Майлза після його смерті на Джексонз-Хоул (детальніше в романі «Танок віддзеркалень» англ. Mirror Dance). 
Повернувшись на поверхню, Майлз зустрічає Джина, одинадцятирічного хлопця, який живе разом із курми та іншими тваринами в закинутій будівлі. Джин знайомить його зі спільнотою знедолених, що мешкають у покинутих спорудах. Це допомагає Майлзу скласти цілісну картину того, що насправді відбувається.

## Історія публікацій
Лоїс Буджолд оголосила назву книги у своєму блозі: «Мій редактор, граючи роль Верховного Судді, доброзичливо ухвалив остаточне рішення у цьому близькому голосуванні: нова книга про Майлза тепер називатиметься Cryoburn». Серед інших варіантів розглядалися Cold Breath і Cryopolis.
Буджолд прочитала перші два розділи роману на Denvention 3 у серпні 2008 року. Повну електронну версію книги (Advance Reader Copy) було випущено через Webscriptions 3 серпня 2010 року. Друковане видання Кріоопік включає CD-ROM із електронними версіями омнібусів саги про Воркосігана.

## Відгуки
Роман Кріоопік став фіналістом премії Г'юго за найкращий роман у 2011 році, це була дев'ята номінація Буджолд у цій категорії. Він також увійшов до п'ятірки лідерів за результатами опитування на премію Локуса за найкращий науково-фантастичний роман 2011 року.
На «SF Site» Річ Гортон назвав книгу «цікавою для читання» з «задовільним науково-фантастичним аспектом», але «зрештою досить другорядною роботою», де «Майлз (...) є дивовижно приглушеним персонажем».
На «Reactor» Ліз Бурк схарактеризувала роман як «чортівськи захопливий», із «темами смертності та страху перед нею, які добре гармонують із характером старшого Майлза», але все ж вважала, що це «менше книга про Майлза, ніж історія, через яку він проходить», і зазначила, що «кінцівка відчувається поспішною та незавершеною», особливо через те, що «Кібо-Дайні не має для Майлза такого значення, як Барраяр чи Комарр».
У журналі «Black Gate» Джеймс Енж похвалив характеризацію Буджолд, особливо її зображення Джина та наслідків його поранення Ройком, але зазначив, що дві основні сюжетні лінії мають проблеми. Лінія з корпоративними зловживаннями та Комарром є «надто адміністративною, щоб стати драматичною історією», тоді як внутрішні заворушення на Кібо-Дайні «цікавіші, але Майлз у них майже не бере участі, крім як каталізатор».
На «Strange Horizons» Келлі Дженнінгс була більш критичною, назвавши роман «божевільною романтичною комедією, дія якої розгортається на планеті, що, за словами авторки, перебуває за крок від революції та економічного краху», і зазначила, що роман «мав би бути значно похмурішим». Дженнінгс похвалила численні зображення в романі «економічної несправедливості», але зазначила, що «Буджолд не надто серйозно розглядає ситуацію, яку створила, і не пропонує жодного вирішення чи навіть реальної критики ні економічних проблем Кібо-Дайні, ні філософських помилок у ставленні до смерті, які спричинили цю економічну катастрофу». Вона також вважала, що «Майлз ставиться до Джина як до інструмента, який збирається використати й покинути». Дженнінгс підкреслила, що хоча в романі є персонажі, які «виступають на захист бідних і невігласів», їм і їхнім зусиллям чи цілям приділено дуже мало місця або уваги на сторінках твору.